# Orcemont
Orcemont là một xã của Pháp, nằm ở tỉnh Yvelines trong vùng Île-de-France.
Người dân ở đây trong tiếng Pháp gọi là Orcemontois.
Xã Orcement nằm ở phía nam Yvelines, cự ly 8 km về phía nam của Rambouillet, và 43 km về phía tây nam của Versailles.
Các xã giáp ranh gồm: Rambouillet về phía đông bắc, Sonchamp về phía đông, Prunay-en-Yvelines về phía nam, Orphin về phía tây nam và Gazeran về phía tây bắc.

## Biến động dân số
| 1793 | 1800 | 1806 | 1821 | 1831 | 1836 | 1841 | 1846 | 1851 |
| ---- | ---- | ---- | ---- | ---- | ---- | ---- | ---- | ---- |
| 292  | 235  | 336  | 336  | 312  | 320  | 315  | 308  | 312  |

| 1856 | 1861 | 1866 | 1872 | 1876 | 1881 | 1886 | 1891 | 1896 |
| ---- | ---- | ---- | ---- | ---- | ---- | ---- | ---- | ---- |
| 301  | 306  | 288  | 306  | 347  | 317  | 311  | 314  | 325  |

| 1901 | 1906 | 1911 | 1921 | 1926 | 1931 | 1936 | 1946 | 1954 |
| ---- | ---- | ---- | ---- | ---- | ---- | ---- | ---- | ---- |
| 288  | 262  | 262  | 218  | 197  | 203  | 207  | 188  | 202  |

| 1962                                         | 1968 | 1975 | 1982 | 1990 | 1999 | - | - | - |
| -------------------------------------------- | ---- | ---- | ---- | ---- | ---- | - | - | - |
| 186                                          | 181  | 379  | 589  | 739  | 826  | - | - | - |
| Số liệu kể từ 1962 : dân số không tính trùng |      |      |      |      |      |   |   |   |